# Viva Emptiness
Viva Emptiness è il sesto album in studio del gruppo musicale svedese Katatonia, pubblicato il 29 aprile 2003 dalla Peaceville Records.

## Descrizione
Il disco prosegue l'evoluzione stilistica del gruppo, con brani che presentano strutture tipicamente progressive con l'alternarsi di sezioni pesanti grazie all'uso di chitarre distorte e doppia cassa ad altri più melodici e atmosferici che richiamano uno stile più psichedelico.
Il 4 novembre 2013 i Katatonia hanno pubblicato una nuova edizione dell'album remixata e rimasterizzata David Castillo. La riedizione presenta una nuova copertina, la bonus track Wait Outside, sezioni di tastiera completamente rivisitate e parti vocali sulla conclusiva Inside the City of Glass, originariamente strumentale.

## Tracce
Testi di Jonas Renkse, musiche di Anders Nyström e Jonas Renkse, eccetto dove indicato.
1. Ghost of the Sun – 4:07
2. Sleeper – 4:08
3. Criminals – 3:47
4. A Premonition – 3:33 (musica: Fredrik Norrman, Anders Nyström, Jonas Renkse)
5. Will I Arrive – 4:09
6. Burn the Remembrance – 5:22
7. Wealth – 4:22
8. One Year from Now – 4:02
9. Walking by a Wire – 3:32
10. Complicity – 4:01
11. Evidence – 4:36
12. Omerta – 3:00
13. Inside the City of Glass – 4:08

Riedizione del 2013
1. Wait Outside – 4:08
2. Inside the City of Glass – 5:35

## Formazione
Hanno partecipato alle registrazioni, secondo le note di copertina:
Gruppo
- Jonas Renkse – voce, chitarra, programmazione
- Anders Nyström – chitarra, tastiera, programmazione
- Fredrik Norrman – chitarra
- Mattias Norrman – basso, slide guitar (traccia 8)
- Daniel Liljekvist – batteria, percussioni, cori (traccia 1)

Produzione
- Anders Nyström – produzione, missaggio
- Jonas Renkse – produzione, missaggio
- Katatonia – ingegneria del suono
- Ian Agate – assistenza all'ingegneria del suono
- Dan Swanö – montaggio aggiuntivo
- Jens Bogren – missaggio
- Peter In de Betou – mastering

## Classifiche
| Classifica (2003) | Posizione massima |
| ----------------- | ----------------- |
| Finlandia         | 17                |